# Władysław Kiedroń
Władysław Kiedroń (ur. 3 grudnia 1922 w Błędowicach Dolnych, zm. 29 lutego 1992) – polski ksiądz ewangelicki i biskup działający w Czechosłowacji.

## Życiorys
Syn Adolfa i Alojzji z domu Cimała. Absolwent I Liceum Ogólnokształcącego im. Antoniego Osuchowskiego w Cieszynie. Służył w Polskich Siłach Zbrojnych na Zachodzie. Ukończył kurs Szkoły Podchorążych Rezerwy Saperów w Szkocji. 
W 1951 ukończył studia na Wydziale Teologicznym Uniwersytetu Warszawskiego. Od 1951 wikary w Ligotce Kameralnej, później przeniesiony do Cierlicka. Od 1971 biskup Kościoła Ewangelickiego na Zaolziu. Od 1977 wiceprzewodniczący Komisji Światowej Federacji Luterańskiej do Spraw Współpracy Kościołów w Genewie. Doktor honoris causa Fakultetu Teologicznego Uniwersytetu w Bratysławie. W 1989 ze względów zdrowotnych zrezygnował z godności biskupa.
Jego zięciem był Bogusław Kokotek.